# Colon (rivière)
Pour les articles homonymes, voir colon.
 (janvier 2016).
Le Colon  est une rivière française qui coule dans le département des Vosges, en région Grand Est. C'est un affluent du Madon en rive droite, donc un sous-affluent du Rhin par la Moselle.

## Géographie
La longueur de son cours d'eau est de 20,3 km.
Le Colon prend sa source au niveau de la petite localité de Regney, située à 12 ou 13 kilomètres au nord-ouest d'Épinal.
Peu après sa naissance, il prend la direction du nord-ouest, orientation qu'il maintient en règle générale tout au long de son parcours.
Il se jette dans le Madon au niveau du village de Battexey, situé à huit kilomètres à l'ouest-nord-ouest de la ville de Charmes.

### Communes et cantons traversés
Dans le seul département des Vosges, le Colon traverse ou longe les quatorze communes suivantes, d'amont en aval, de Regney (source), Bettegney-Saint-Brice, Madegney, Gugney-aux-Aulx, Varmonzey, Ubexy, Brantigny, Florémont, Rugney, Savigny, Avrainville, Xaronval, Battexey Marainville-sur-Madon (confluence).
Soit en termes de cantons, le Colon prend source et conflue dans le même nouveau canton de Charmes, le tout dans l'arrondissement d'Épinal.

### Bassin versant
Le Colon traverse une seule zone hydrographique Le Colon (A530) de 66 km2 de superficie. Ce bassin versant est constitué à 83,81 % de « territoires agricoles », à 13,15 % de « forêts et milieux semi-naturels », à 2,141 % de « territoires artificialisés ».

## Affluents
Le Colon a six affluents référencés :
- le ruisseau la Tarpe,
- le ruisseau le Colme,
- le ruisseau le Rulies,
- le ruisseau du Chanot,
- le ruisseau le Grandrupt,
- le ruisseau d'Avraiville,

Donc son rang de Strahler est de deux.

## Hydrologie
Le Colon est une rivière assez abondante. Il apporte environ 10 % de débit supplémentaire au Madon à l'endroit où celui-ci collecte 60 % de son propre bassin versant, 607 km2 sur 1 032,3 km2, avec un module de 7,35 m3/s.

### Le Colon à Xaronval
Son débit a été observé durant une période de 29 ans (1980-2008), à Xaronval, localité située à deux kilomètres de son confluent avec le Madon, et à 260 m d'altitude. La surface prise en compte est de 62,1 km2, c'est-à-dire plus de 95 % de la totalité du bassin versant de la rivière qui en compte 65 km2 ou 66 km2 selon les sources.
Le module de la rivière à Xaronval est de 0,721 m3/s.
Le Colon affiche des fluctuations saisonnières de débit assez marquées. La période des hautes eaux se déroule en saison d'hiver, et présente des débits mensuels moyens oscillant entre 0,98 et 1,20 m3/s, de décembre à mars inclus (avec un maximum assez net en décembre et surtout janvier). Dès le mois de mars, le débit diminue progressivement tout au long du printemps, ce qui aboutit à la période des basses eaux. Celle-ci a lieu de juillet à septembre, amenant une baisse du débit mensuel moyen allant jusqu'à 0,269 m3/s au mois d'août, ce qui reste
très confortable pour un aussi petit cours d'eau. Cependant, les fluctuations de débit peuvent être plus importantes selon les années ou observées sur de courtes périodes.

### Étiage ou basses eaux
Ainsi aux étiages, le VCN3 peut chuter jusque 0,054 m3/s, en cas de période quinquennale sèche, soit 54 litres par seconde, ce qui devient sévère, mais cette situation est assez fréquente voire normale sur le plateau lorrain.

### Crues
Les crues du Colon, quant à elles, peuvent être très importantes, compte tenu de la petitesse du bassin versant. Les QIX 2 et QIX 5 valent respectivement 18 et 24 m3/s. Le QIX 10 est de 28 m3/s et le QIX 20 de 32 m3/s. Quant au QIX 50, il se monte à 37 m3/s.
Le débit instantané maximal enregistré à Xaronval durant cette période, a été de 29,6 m3/s le 29 décembre 2001, tandis que le débit journalier maximal enregistré était de 20,2 m3/s le 9 avril 1983. En comparant le premier de ces chiffres (débit instantané maximal observé) à l'échelle des QIX de la rivière exposée plus haut, il apparaît que cette crue était un peu plus que d'ordre décennal, et donc destinée à se reproduire statistiquement tous les 12-15 ans environ.

### Lame d'eau et débit spécifique
Le Colon est une rivière abondante dans le contexte des affluents et sous-affluents de la Moselle coulant sur le plateau lorrain. La lame d'eau écoulée dans son bassin versant est de 366 millimètres annuellement, ce qui est nettement supérieur à la moyenne d'ensemble de la France tous bassins confondus, mais inférieur à la moyenne du bassin français de la Moselle (445 millimètres par an à Hauconcourt, en aval de Metz). Le débit spécifique (ou Qsp) de la rivière atteint 11,6 litres par seconde et par kilomètre carré de bassin.